# Мелінда Френч Гейтс
Мелінда Френч Гейтс (англ. Melinda French Gates, до шлюбу Мелінда Енн Френч, Melinda Ann French; нар. 15 серпня 1964) — американська підприємиця, філантропка і меценатка, співзасновниця і співголова Фонду Білла і Мелінди Гейтс, раніше менеджерка низки продуктів Microsoft, зокрема Publisher, Microsoft Bob, Encarta і Expedia. Колишня дружина Білла Гейтса.

## Життєпис
Народилася у Далласі (штат Техас) другою з чотирьох дітей у сім'ї інженера Реймонда Джозефа Френча-молодшого і домогосподарки Елейн Агнес Емерланд. Має старшу сестру і двох молодших братів. Католичка за віросповіданням, Мелінда навчалася у католицькій школі святої Моніки, де була найкращою ученицею в класі. У 1982 році закінчила Урсулінську академію Далласа, ставши студенткою, яка виголосила прощальну промову. У 1986 році здобула бакалаврський ступінь в галузі комп'ютерних наук та економіки в Дюкському університеті, а в 1987 році — ступінь магістра ділового адміністрування в Школі бізнесу Фукуа при Дюкському університеті.
Незабаром після цього почала працювати в Microsoft і брала участь в розробці багатьох мультимедійних продуктів компанії, зокрема Publisher, Microsoft Bob, Encarta і Expedia.
У 1994 році одружилася з Біллом Гейтсом на острові Ланаї (Гаваї). Незабаром покинула Microsoft, щоб зосередитися на родині. У шлюбі з Гейтсом народила трьох дітей: дочок Дженніфер Кетрін Гейтс (1996) і Фібі Адель Гейтс (2002), сина Рорі Джона Гейтса (1999). Проживає з родиною у великому особняку на березі озера Вашингтон[уточнити].

## Діяльність
З 1996 по 2003 рік Гейтс була членкинею ради піклувальників Університету Дьюка. Вона бере участь у конференціях Більдерберзького клубу, а також членствує в раді директорів компанії Washington Post. У 2006 році вона покинула раду Drugstore.com, щоб приділяти більше часу Фонду Білла і Мелінди Гейтс.
Станом на 2009 рік, Мелінда Гейтс з чоловіком пожертвували у фонд понад 24 млрд доларів.
У грудні 2005 року пара була названа журналом «Тайм» людьми року разом з Боно. 4 травня 2006 вони отримали Премію Принца Астурійського за міжнародне співробітництво в знак визнання їхнього впливу на світ своєю благодійністю. У листопаді 2006 року Мелінда з чоловіком отримала нагороду Орден ацтекського орла за благодійну діяльність по всьому світу в галузі охорони здоров'я і освіти, зокрема в Мексиці і зокрема в програмі Un país de lectores.
У 2006 році Мелінда Френч Гейтс посіла 12-те місце в списку 100 найвпливовіших жінок журналу Forbes, у 2007 році — 24-те, у 2008 році — 40-ве.
3 травня 2021 року Білл і Мелінда Гейтси оголосили про розлучення.